# إبراهيم أبو ثريا
إبراهيم أبو ثريا (ولد سنة 1988 واستشهد بتاريخ 15 ديسمبر عام 2017 غزة بدولة فلسطين) كان صياداً فلسطينيا وناشطا مدافعاً عن القضية الفلسطينية ضد القوات الإسرائيلية. استشهد برصاصة قوات الجيش الإسرائيلي عقب احتجاجات فلسطينية حاول خلالها رفع العلم الفلسطيني.
كان ثريا الابن الأكبر لعائلة مكونة من أب وأم و6 أخوات و3 أشقاء، عمل إبراهيم صياداً ثم بائعا للخضار في مدينة غزة بفلسطين، قبل أن تتسبب غارة لصاروخ إسرائيلي خلال العدوان الإسرائيلي على غزة سنة 2008–2009 في قصف منزله الواقع شرق مخيم البريج وبتر ساقيه. اضطر بعدها للعمل في غسل السيارات لإعانة أسرته المعوزة القاطنة بمخيم الشاطئ غرب مدينة غزة.
في 15 ديسمبر/كانون الأول 2017، خلال الاحتجاجات العارمة ضد اعتراف الرئيس الأمريكي دونالد ترامب بالقدس عاصمة لإسرائيل، استشهد إبراهيم أبو ثريا، ذو الـ 29 عاما رُفقة ثلاثة شبان فلسطينيين آخرين رميا برصاص قناص إسرائيلي قرب السياج الحدودي بين غزة وإسرائيل، حيث أصابت الرصاصة رأس ثريا مباشرة فأردته قتيلا.
خَلَّفَ استشهاده موجة سخط عارمة في وسائل الإعلام العربية والغربية والمنظمات الحقوقية ومواقع التواصل الإجتماعي وقد صرَّح مفوض الأمم المتحدة السامي لحقوق الإنسان زيد رعد زيد الحسين أنه «صُدِمَ من قتل قوات الأمن الإسرائيلية لثريا خاصة وأنه شخص ذو إعاقة شديدة مبتور القدمين، يستخدم كرسيا متحركا لا يوجد شيء يوحي بأن الضحية يمثل تهديدا وشيكا وبالتالي وفاته غير مفهومة»، مطالبا إسرائيل بفتح تحقيق في الجريمة. لكن الجيش الإسرائيلي صرَّح أنه لم يستخدم سوى قوات مكافحة الشغب وأطلق النار فقط على أكثر الناس عنفاً.
اعتُبر ثريا مباشرة بعد وفاته «بطل حرب شهيداً» و«مناضلاً» فلسطينيا، وخلال جنازته التي حضرها الآلاف من الفلسطينيين، ألقى رئيس المكتب السياسي لحركة المقاومة الإسلامية (حماس) ورئيس الوزراء إسماعيل هنية كلمة نعي للشهيد.